# Bạc hà nước
Bạc hà nước (danh pháp hai phần: Mentha aquatica) là một loài thực vật lâu năm thuộc chi Bạc hà, có xuất xứ  châu Âu, Tây Bắc Phi và Tây Nam Á. Loài này thường phát triển ở những vùng nước nông như đầm lầy, suối, kênh rạch, bờ ao hồ; thậm chí, nó có thể sống và phát triển trong nước và ngoi lên mặt nước. Nó có thể sống ở các khu vực phèn chua nhẹ, đất chứa calci như đá vôi, đất than bùn.
Lá bạc hà nước màu xanh, hình oval hơi vuông ở phần cuống lá, dài từ 2 đến 6 cm, rộng từ 1 đến 4 cm. Mép lá có răng cưa. Lá có thể có lớp lông mịn.